# José Bokung
Colin, właśc. José Bokung Alogo (ur. 31 grudnia 1987 w Ebebiyín) – piłkarz z Gwinei Równikowej grający na pozycji prawego obrońcy. Od 2009 roku jest zawodnikiem klubu Deportivo Mongomo.

## Kariera klubowa
Karierę piłkarską Colin rozpoczął w klubie Renacimiento FC. W 2006 roku zadebiutował w nim w pierwszej lidze Gwinei Równikowej. W latach 2006 i 2007 wywalczył z nim dwa tytuły mistrza Gwinei Równikowej. W 2009 roku został zawodnikiem Deportivo Mongomo, z którym w 2010 roku został mistrzem kraju.

## Kariera reprezentacyjna
W reprezentacji Gwinei Równikowej Colin zadebiutował w 2007 roku. W 2012 roku został powołany do kadry na Puchar Narodów Afryki 2012.